# 让-弗雷德里克·菲利波 (莫尔帕伯爵)

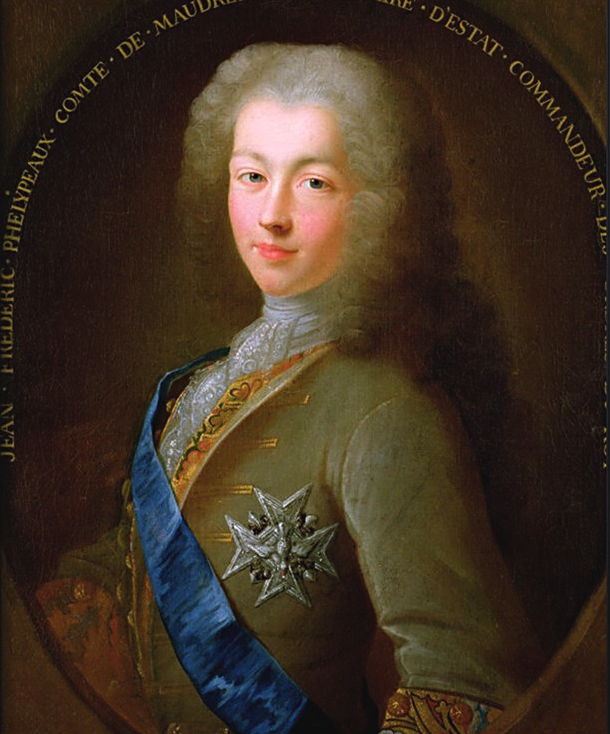
莫尔帕伯爵

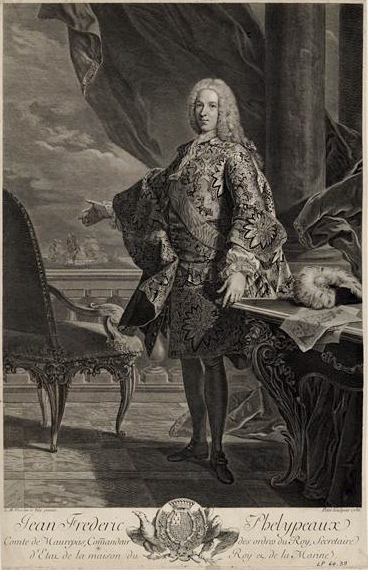
范卢(L-M Van Loo)的木板画肖像，可追溯到1736年.

让-弗雷德里克·菲利波，莫尔帕伯爵（1701年7月9日—1781年11月21日），法国国王路易十五时代的大臣，路易十六在位头7年的国王首席顾问。1718年任宫廷大臣，掌管宗教事务和巴黎市政。由于劝阻路易十六实行经济与行政改革，他对最后导致法国大革命爆发的政府危机负有一定的责任。

## 生平
莫尔帕伯爵出生于凡尔赛一个行政贵族家庭，父亲蓬查特兰伯爵热罗姆·菲利波(Jérôme Phélypeaux)，是海军和王室国务卿。在他父亲、祖父和堂兄路易·菲利波，拉弗里利埃侯爵(Louis Phélypeaux, marquis de La Vrillière)的指导下，让-弗雷德里克从童年开始就成为法国国王的国务卿。
1718年17岁时，让-弗雷德里克在堂兄拉弗里利埃侯爵监护下出任宫廷大臣，封为莫尔帕伯爵，掌管宗教事务和巴黎市政。不久与他表妹的女儿玛丽-让妮结婚。五年后在1723年8月16日，他开始作为路易十五的海军大臣，掌管海军、殖民地和海运贸易，并开始整顿军心涣散的法国海军。1738年，他被提升为国务委员会成员，与其他大臣们辅助国王做政治决策。
1749年4月23日他因与路易十五情妇蓬帕杜尔夫人发生私人争执而失宠，被撤消海军大臣后遭流放。1774年被召返，任幼主路易十六的枢密院首席大臣。他虽然获准任命安·罗伯特·雅克·杜尔哥为财政总监，但并支持杜尔哥将赋税负担转嫁给特权阶层的做法。1776年5月，他劝路易十六罢免杜尔哥，而委任雅克·内克负责政府的财政。但他逐渐妒忌内克的名声，1781年5月迫使其辞职。不久在1781年11月21日死于凡尔赛宫。